# Marek Jurek
Marek Jurek (se prononce, en polonais, [ˈmarɛk ˈjurɛk]), né le 28 juin 1960 à Gorzów Wielkopolski (alors dans la Voïvodie de Zielona Góra), est un homme politique polonais, membre du parti Droite de la République (PR) et président de la Diète de Pologne durant la Ve législature du Parlement polonais, de 2005 à 2007.
Candidat à l'élection présidentielle de 2010, il recueille 1,06 % des voix. En 2014, il est élu député européen.

## Biographie
Diplômé d'histoire à l'université Adam-Mickiewicz de Poznań, Marek Jurek milite, lorsqu'il est étudiant, contre le communisme. Après la chute du régime, en 1989, il fonde le parti nationaliste Union chrétienne-nationale (Zjednoczenia Chrześcijańsko-Narodowego). Deux ans plus tard, en 1991, il est élu député à la Diète de Pologne.
En 1995, Marek Jurek est nommé membre du Conseil national de l'audiovisuel. Réélu député en 2001 sous les couleurs du parti conservateur Droit et justice (PiS), il est également réélu en 2005. Désigné candidat à la présidence de la Diète, qui devait initialement revenir à la Plate-forme civique (PO), Jurek est élu le 26 octobre face au candidat de la PO, Bronisław Komorowski ; il recueille 265 suffrages contre 133 pour son concurrent, ce qui fragilise un peu plus les rapports entre les libéraux et les conservateurs qui ne veulent plus gouverner ensemble du fait de leurs divisions. Le 23 décembre, en sa qualité de président de la Diète, il investit le président Lech Kaczyński, élu deux mois auparavant.
Décidant de rompre avec le PiS, il fonde son propre parti, Droite de la République (Prawica Rzeczypospolitej, PR) et quitte, en conséquence, la présidence de la Diète ; sa démission est finalement acceptée le 27 avril 2007.
Candidat à l'élection présidentielle anticipée qui fait suite à la disparition du président Lech Kaczyński, Marek Jurek, qui mène une campagne traditionaliste, se présentant comme le candidat de la famille, recueille 1,06 % des voix à l'issue du premier tour de scrutin, le 20 juin. Il dit ensuite soutenir la candidature de Jarosław Kaczyński, le frère jumeau du défunt président, qualifié, lui, pour le second tour de scrutin.
Candidat aux élections européennes de 2014, Jurek parvient à se faire élire député européen pour la mandature 2014-2019.